# 우고 로다예가
우고 로다예가 마르티네스(스페인어: Hugo Rodallega Martínez, 1985년 7월 25일 ~)는 콜롬비아의 축구 선수이다.